# Presil
Presil (en macédonien Пресил) est un village du centre de la Macédoine du Nord, situé dans la municipalité de Krouchevo. Le village comptait 444 habitants en 2002.

## Démographie
Lors du recensement de 2002, le village comptait :
- Albanais : 392
- Turcs : 29
- Macédoniens : 23